# L'esorcismo di Hannah Grace
L'esorcismo di Hannah Grace (The Possession of Hannah Grace) è un film del 2018 diretto da Diederik van Rooijen.

## Trama
Durante l'esorcismo di una ragazza posseduta, Hannah Grace, questa dà prova di grandi poteri, tanto che uccide il prete facendolo levitare, finché Grainger, padre della ragazza, è costretto a soffocarla con un cuscino.
Tre mesi dopo Megan Reed, un'ex poliziotta del dipartimento di polizia di Boston, è in preda alla depressione e alla dipendenza da pillole dopo che il suo compagno di pattuglia è stato ucciso da un criminale a cui non è riuscita a sparare per prima. Per aiutarla, la sua amica Lisa Roberts le trova un lavoro da guardiana notturna all'obitorio del Boston Metro Hospital.
Durante il primo turno di Megan un uomo (che poi si scopre essere Grainger) cerca aggressivamente di convincerla a lasciarlo entrare nell'edificio, costringendo la donna a chiamare la sicurezza. L'uomo riesce comunque a entrare furtivamente nell'obitorio mentre Megan aiuta il trasportatore Randy a spostare il cadavere di una giovane donna assassinata, ovvero quello di Hannah Grace. Randy spiega che un uomo ha pugnalato a morte Hannah ed è fuggito dopo essere stato colto in flagrante mentre cercava di bruciare il corpo in un vicolo.
Megan cerca di rilevare le impronte digitali e scattare fotografie del corpo di Hannah, ma la fotocamera emette un lampo e si blocca e le impronte risultano illeggibili dal computer. Cominciano inoltre ad avvenire strani fenomeni (come provette che cadono da sole da un tavolo) e Megan inizia a guardare con diffidenza il cadavere. Effettua quindi delle ricerche su Internet e scopre che Hannah è morta durante un esorcismo tre mesi prima. Nota inoltre che il colore degli occhi sulla sua patente è indicato come marrone, in contrasto con il blu brillante degli occhi da morta.
Poco dopo Megan sorprende Grainger mentre trascina il corpo di Hannah per i corridoi dell'edificio. I due hanno una colluttazione e l'uomo viene immobilizzato e arrestato. Quando viene portato via dalla polizia, insiste sul fatto che il cadavere vada bruciato perché la ragazza non è davvero morta.
Nel frattempo Hannah uccide la guardia di sicurezza Dave, sollevando telecineticamente il suo corpo fino al cassetto refrigeratorio nell'obitorio per poi rompergli le ossa. Successivamente, Megan nota che alcune ferite dal cadavere di Hannah sono scomparse e controlla il filmato di sicurezza; in un fotogramma si intravede il cadavere di Hannah sul pavimento del corridoio. Cerca quindi di parlarne con Lisa mostrandole il filmato, ma lei non le crede accusandola di aver ripreso ad assumere psicofarmaci. Poco dopo, Hannah insegue Lisa per l'edificio e la uccide sul tetto dove la donna tentava di rifugiarsi. Intanto Megan racconta a Randy delle ferite guarite sul corpo di Hannah.
Megan si accorge che il corpo di Hannah si sta spostando attraverso l'obitorio e, raggiunto Randy, lo ha ucciso. Andrew, poliziotto ex fidanzato di Megan a cui la donna aveva confidato i suoi sospetti sul cadavere, la chiama per avvertirla che Grainger ha ucciso i due agenti che lo avevano in custodia ed è fuggito; tuttavia Grainger sopraggiunge in quel momento, costringendo Megan a portarla dal corpo di Hannah minacciandola con una pistola. Le spiega quindi di essere il padre della ragazza e di come fosse stata posseduta da un demone talmente forte che tutti gli esorcismi erano falliti. Il demone è talmente potente da controllare il suo corpo anche da morta e che più uccide più le sue ferite si rimarginano. Il colore blu intenso degli occhi è segno della possessione; Grainger si chiede però come mai Hannah non abbia ucciso anche Megan. Quest'ultima gli crede e accetta di aiutarlo a bruciare il cadavere, ma in quel momento Hannah si rianima e spinge Grainger nel fuoco, poi chiude Megan nel cassetto refrigeratore dimostrando di avere intenzione di possederla.
Andrew sopraggiunge in aiuto di Megan assieme alla guardia di sicurezza Ernie; Hannah cerca di uccidere Andrew ma Megan le spara ripetutamente, poi riesce dopo una colluttazione a spingerla nell'inceneritore e avvolgerla dalle fiamme.
Due mesi dopo, Megan è riuscita a liberarsi dalla sua dipendenza e sembra aver vinto la depressione. In una scena ambigua, si vede una mosca (la stessa apparsa nel film posata sul corpo di Hannah) posarsi sul suo riflesso nello specchio e viene colpita prontamente da lei, lasciando il dubbio se in qualche modo il demone sia riuscito a impossessarsi di Megan.

## Produzione
Gran parte delle riprese del film, sia interne che esterne, si sono svolte all’interno del Boston City Hall, che per l’occasione è diventato un ospedale col nome fittizio di Boston Metro Hospital.

## Promozione
Il trailer in lingua italiana è stato pubblicato il 6 novembre 2018.

## Distribuzione
La pellicola è stata distribuita nelle sale cinematografiche statunitensi a partire dal 30 novembre 2018, mentre in quelle italiane dal 31 gennaio 2019.